# Echemoides tofo
Echemoides tofo Platnick & Shadab, 1979 è un ragno appartenente alla famiglia Gnaphosidae.

## Etimologia
Il nome proprio deriva dalla località cilena di rinvenimento: El Tofo.

## Caratteristiche
Il maschio può essere riconosciuto dalla forma triangolare dell'apofisi tibiale retrolaterale; la femmina si distingue per il vestibolo dell'epigino arrotondato posteriormente e anteriormente più ampio..
L'olotipo maschile più grande rinvenuto ha lunghezza totale è di 9,65mm; la lunghezza del cefalotorace è di 4,21mm; e la larghezza è di 3,38mm.

## Distribuzione
La specie è stata reperita nel Cile centrale: nei pressi del comune di El Tofo, appartenente alla regione di Coquimbo; altri esemplari sono stati rinvenuti nella località di El Transito and Pinte, nella provincia di Atacama.

## Tassonomia
Al 2015 non sono note sottospecie e dal 1983 non sono stati esaminati nuovi esemplari